# 19 pluviôse
19 nivôse 19 ventôse
Le nonidi 19 pluviôse, officiellement dénommé jour de la pulmonaire, est le 139e jour de l'année du calendrier républicain.
C'était généralement le 7e jour du mois de février dans le calendrier grégorien.